# Aegialites canadensis
Aegialites canadensis is een keversoort uit de familie platsnuitkevers (Salpingidae). De wetenschappelijke naam van de soort werd in 2004 gepubliceerd door Lothar Zerche.